# Ainsworthia
Ainsworthia là chi thực vật có hoa trong họ Apiaceae.